# Gerhard Wind
 Gerhard Wind  (* 22. Januar 1928 in Hamburg, Deutschland; † 1992 in Jávea bei Alicante, Spanien) war ein deutscher Maler und Grafiker.

## Leben
Gerhard Wind machte eine Buchhändlerlehre, die er im Jahr 1952 erfolgreich abschloss. Von 1952 bis 1954 absolvierte Wind ein Studium an der Landeskunstschule Hamburg bei Karl Kluth, Fritz Winter und Ernst Wilhelm Nay. Es folgte von 1954 bis 1958 ein Studium an der Kunstakademie Düsseldorf bei Otto Coester. Seitdem wohnte und arbeitete er in Düsseldorf. Zusätzlich hatte er noch einen weiteren Wohnsitz und ein Atelier in Jávea bei Alicante in Spanien.
Im Jahr 1957 erhielt Wind den Förderpreis zum Cornelius-Preis der Stadt Düsseldorf. Im Jahr 1958 wurde er mit einem Stipendium der Villa Massimo in Rom ausgezeichnet.
Gerhard Wind war Teilnehmer der documenta II (1959) und der documenta III im Jahr 1964 in Kassel. Als ordentliches Mitglied des Deutschen Künstlerbundes nahm er zwischen 1957 (7. Ausstellung in der Universität der Künste Berlin) und 1990 (38. Ausstellung in der Akademie der Künste Berlin) an insgesamt fünfzehn DKB-Jahresausstellungen teil.
Gerhard Wind war ein Vertreter der Abstrakten Malerei und Grafik im Stil des Informel. Er bezeichnete sich selbst auch als Neokonstruktivist. Nachdem er über zwanzig Jahre in „Freier Formgebung“ malte und zeichnete, begann er 1977 mit strengen geometrischen Formen zu gestalten. Zu seinem Œuvre zählen Zeichnungen, Wandbilder, Raumausmalungen, Reliefs, Glasfenster, Bodengestaltungen und Skulpturen, z. B. Arbeiten in den Städtischen Kliniken Solingen, Auditorium maximum PH Bonn, Kreishaus Hürth, Filiale Königsallee der Stadtsparkasse Düsseldorf, Berufsschulzentrum Kerpen-Horrem, Kinderdiabetesklinik Bad Oeynhausen, St. Ansgar Krankenhaus Höxter, St.-Antonius-Kirche in Düsseldorf-Oberkassel.
1981 erhielt Wind eine Gastprofessur am Art College der University of Arizona in Tucson.
Gerhard Wind hatte zahlreiche Einzel- und Gruppenausstellungen im In- und Ausland und mehr als 120 realisierte Projekte.
Er starb 1992 in seinem spanischen Atelier in Jávea bei Alicante. Ein Teil des künstlerischen Nachlasses von Gerhard Wind befindet sich im Künstler:innenarchiv der Stiftung Kunstfonds in Pulheim bei Köln, sein schriftlicher Nachlass liegt im Rheinischen Archiv für Künstlernachlässe in Bonn.

## Ehrungen
- 1956: ars viva[5]